# Microrregión de Wenceslau Braz
La microrregión de Wenceslau Braz es una de las  microrregiones del estado brasileño del Paraná perteneciente a la Mesorregión del Norte Pionero Paranaense. Su población fue estimada en 2006 por el IBGE en 97.225 habitantes y está dividida en diez municipios. Posee un área total de 3.157,658 km².

## Municipios
- Carlópolis
- Guapirama
- Joaquim Távora
- Quatiguá
- Salto do Itararé
- Santana do Itararé
- São José da Boa Vista
- Siqueira Campos
- Tomazina
- Wenceslau Braz

- Datos: Q2667115